# توماس بودات
توماس بودات (بالفرنسية: Thomas Boudat)‏ (و. 1994  م) هو راكب دراجة هوائية فرنسي، شارك في ركوب الدراجات في الألعاب الأولمبية الصيفية 2016، وسباق طواف فرنسا 2017، وطواف فرنسا 2018، مركز لعبه هو Rouleur ‏، وعداء دراجات ‏.

## سجل الفوز

### سباقات أو مراحل فاز بها
| التاريخ        | السباق                                   | المركز                                           |
| -------------- | ---------------------------------------- | ------------------------------------------------ |
| 16 أبريل 2014  | Côte picarde 2014                        |                                                  |
| 19 أبريل 2014  | زي إل إم تور 2014                        | الفائز في التصنيف العام                          |
| 26 مارس 2015   | كلاسيكا كورسيكا 2015                     | الفائز في التصنيف العام                          |
| 01 يناير 2016  | كأس فرنسا لركوب الدراجات على الطريق 2016 | التاسع في تصنيف أفضل شاب                         |
| 14 أبريل 2016  | جائزة دينين الكبرى 2016                  | الثاني في التصنيف العام                          |
| 05 يونيو 2016  | بوكليس دي لا مايين 2016                  | الثالث في التصنيف العام                          |
| 01 يناير 2017  | كأس فرنسا لركوب الدراجات على الطريق 2017 | العاشر في تصنيف النقاط، الثاني في تصنيف أفضل شاب |
| 05 مارس 2017   | سباق جائزة ليليرس الكبرى 2017            | الفائز في التصنيف العام                          |
| 12 مارس 2017   | باريس تروا 2017                          | الثاني في التصنيف العام                          |
| 18 مارس 2017   | لوار أتلانتيك الكلاسيكي 2017             | الثاني في التصنيف العام                          |
| 31 مارس 2017   | روت أديلي 2017                           | الثامن في التصنيف العام                          |
| 24 سبتمبر 2017 | 2017 Paris–Chauny                        | الفائز في التصنيف العام                          |
| 25 مارس 2018   | شوليه باي دي لا لورا 2018                | الفائز في التصنيف العام                          |
| 30 مايو 2019   | سيركيت دي والونيا 2019                   | الفائز في التصنيف العام                          |

## روابط خارجية
- توماس بودات على موقع الاتحاد الدولي للدراجات (الإنجليزية)
- توماس بودات على موقع أرشيف الدراجات (الإنجليزية)
- توماس بودات على موقع إحصائيات الدراجات الإحترافية (الإنجليزية)
- توماس بودات على موقع نسبة الدراجات (الإنجليزية)
- توماس بودات على موقع CycleBase (الإنجليزية)
- توماس بودات على موقع أوليمبيديا (الإنجليزية)
- توماس بودات على موقع اللجنة الأولمبية الفرنسية (مؤرشف) (الفرنسية)